# 许建南
许建南（1957年—），江苏宜兴人，汉族，中华人民共和国政治人物、第十二届全国人民代表大会四川地区代表。
毕业于国防科技大学高能量密度物理。2013年，担任全国人大代表。